# Пестряково (Бриляковська сільрада)
Пестряково (рос. Пестряково) — присілок в Городецькому районі Нижньогородської області Російської Федерації.
Населення становить 42 особи. Входить до складу муніципального утворення Бриляковська сільрада.

## Історія
Від 2009 року входить до складу муніципального утворення Бриляковська сільрада.

## Населення
| 2002 | 2010 |
| ---- | ---- |
| 55   | ↘42  |